# Georges Clairin
Pour les articles homonymes, voir Clairin (homonymie).
Georges Jules Victor Clairin, né le 11 septembre 1843 dans l'ancien 10e arrondissement de Paris et mort le 2 septembre 1919 à Clohars-Carnoët (Finistère), est un peintre et illustrateur français.
Représentatif du mouvement orientaliste, il est l'oncle du peintre Pierre-Eugène Clairin.

## Biographie
Georges Clairin entre en 1861 à l'École des beaux-arts de Paris où il se forme dans les ateliers d'Isidore Pils et de François-Édouard Picot. Il débute au Salon de 1866. Il voyage en Espagne avec le peintre Henri Regnault et la sculptrice Marcello, en Italie avec les peintres François Flameng et Jean-Léon Gérôme. Il rencontre le peintre catalan Marià Fortuny lors d'un séjour au Maroc où ils visitent ensemble Tétouan. En 1895, il voyage en Égypte avec le compositeur Camille Saint-Saëns.
Il est connu surtout pour ses portraits de Sarah Bernhardt, à laquelle il est lié par une longue amitié et qu'il dépeint dans nombre de rôles dans lesquels elle s'est illustrée, tels que celui de la reine dans Ruy Blas (1879), de Mélisande dans La Princesse lointaine (1895 et 1899), de Cléopâtre (1900), de Théodora (1902) et de sainte Thérèse d'Avila ; il la représente aussi dans des poses plus intimes (Portrait de Sarah Bernhardt, 1876, Paris, Petit Palais, offert  au musée à la mort de la comédienne, par son fils en 1923).
Il a également peint plusieurs plafonds : foyers de l'opéra Garnier à Paris (1874) et du théâtre de Cherbourg ; Grand Théâtre de Tours, coupole de la Bourse de commerce de Paris (L'Afrique et l'Asie), plafond du théâtre d'Épernay. Clairin a aussi réalisé une vingtaine des panneaux pour le palais Cousiño à Santiago, dont la plupart ont été détruits dans un incendie en 1968, sauf huit dans le vestibule : quatre avec les saisons de l’année et quatre peintures florales ; dix toiles brûlées représentant des scènes de la vie de la famille Cousiño Goyenecha à Santiago et à Paris ont été remplacées par des copies.
Georges Clairin est le témoin de Louis Besnard, fils du peintre Albert Besnard, à son mariage le 19 décembre 1898.
En 1878, il achète le château de Magnanville, qui fut revendu en 1898 à Alfred de Gramont (1856-1915).

## Œuvres dans les collections publiques
Chili
- Santiago, palais Cousiño :

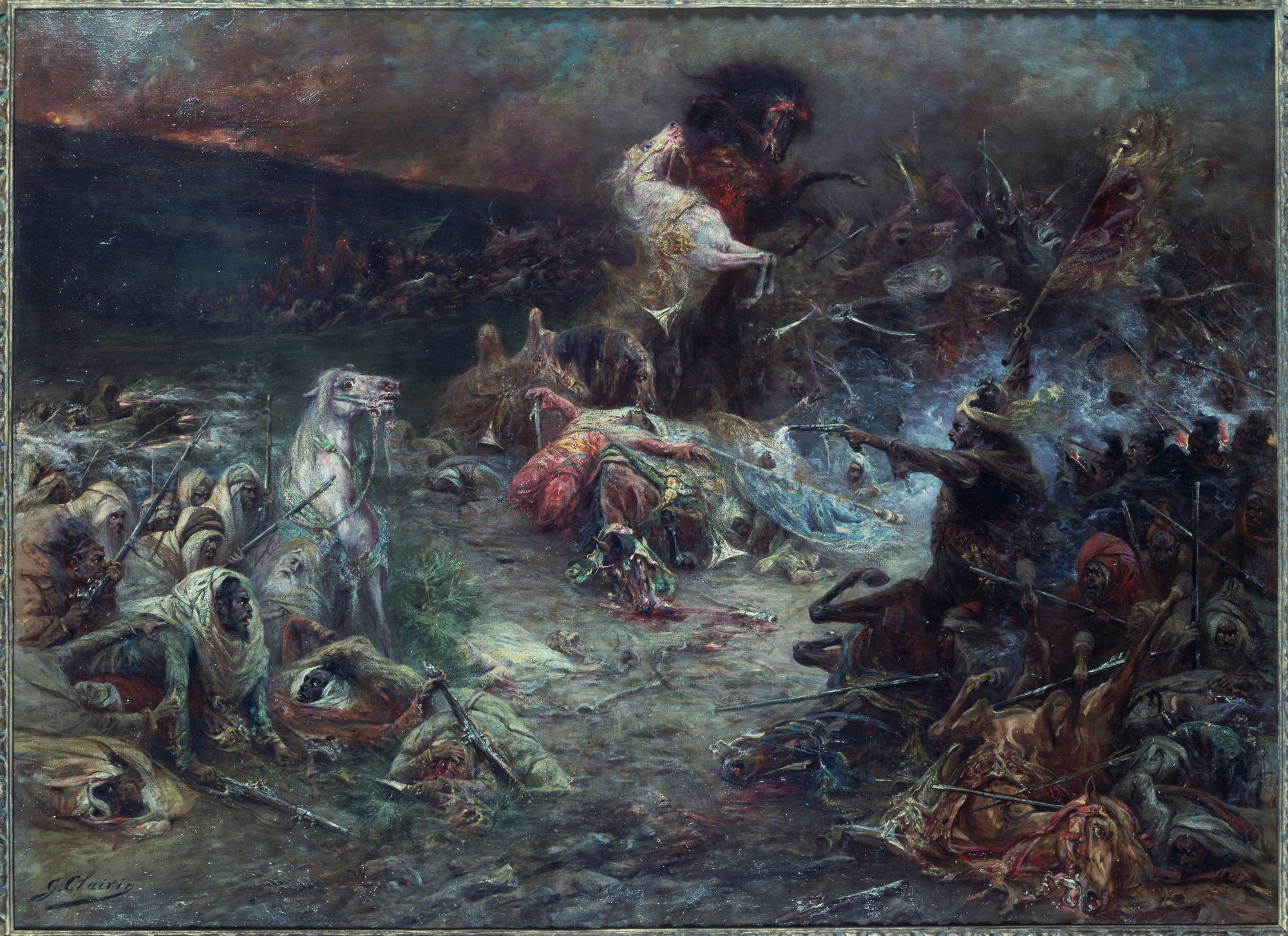
Le Carnage (1890), musée d'Art de l'université de Princeton.

  - Les Quatre saisons, quatre toiles :
  - Compositions florales, quatre toiles.

États-Unis
- Baltimore, Walters Art Museum : L'Entrée au harem, vers 1870, huile sur toile[6].
- Princeton (New Jersey), musée d'Art de l'université de Princeton : Le Carnage, 1890, huile sur toile, 110,2 × 150,2 cm[7].

France
. Agen. musée.  :" Après la victoire- Les maures en Espagne"
- Brest, musée des Beaux-Arts : Les Rochers à Belle-Île, temps gris, vers 1900, huile sur toile.
- Gray, musée Baron-Martin : Les Grandes orgues de Tolède, 1881, huile sur toile.
- Mulhouse, musée des Beaux-Arts : Entrée à la mosquée du chérif d’Ouezzane, 1876, huile sur toile.
- Orléans, musée des Beaux-Arts: Esquisse pour le portrait de Sarah Bernhardt dans Théroigne de Méricourt, 1903, crayon noir sur papier vergé bleu, 59 x 37 cm[8].

- Paris : 
  - Musée de l'Assistance publique - Hôpitaux de Paris, La Santé rendue aux malades, huile sur toile, 28 × 44 cm[9].
  - musée d'Orsay : L'Incendie des Tuileries, 1871, huile sur toile, 48 × 79 cm[10].
  - Petit Palais : Portrait de Sarah Bernhardt, 1876, huile sur toile.
- Pau, musée des Beaux-Arts : Les Saltimbanques, 1869, huile sur toile.
- Rouen, musée des Beaux-Arts : Le Massacre des  Abencerages, 1874, huile sur toile.
- Saint-Brieuc, musée d'Art et d'Histoire : Les Brûleuses de varech à la Pointe du Raz, 1882, huile sur toile.
- Tarbes, musée Massey : L'armée française dans l'église San Marco à Venise, Salon de 1890, huile sur toile, 150 × 115 cm.

## Salons
- 1907 : Marché à Madrid.
- 1907 : La Fantasia au Maroc.
- 1908 : Allah ! Allah !
- 1909 : Au Lever du soleil, les moissonneurs arabes font leur prière.

Œuvres de Georges Clairin
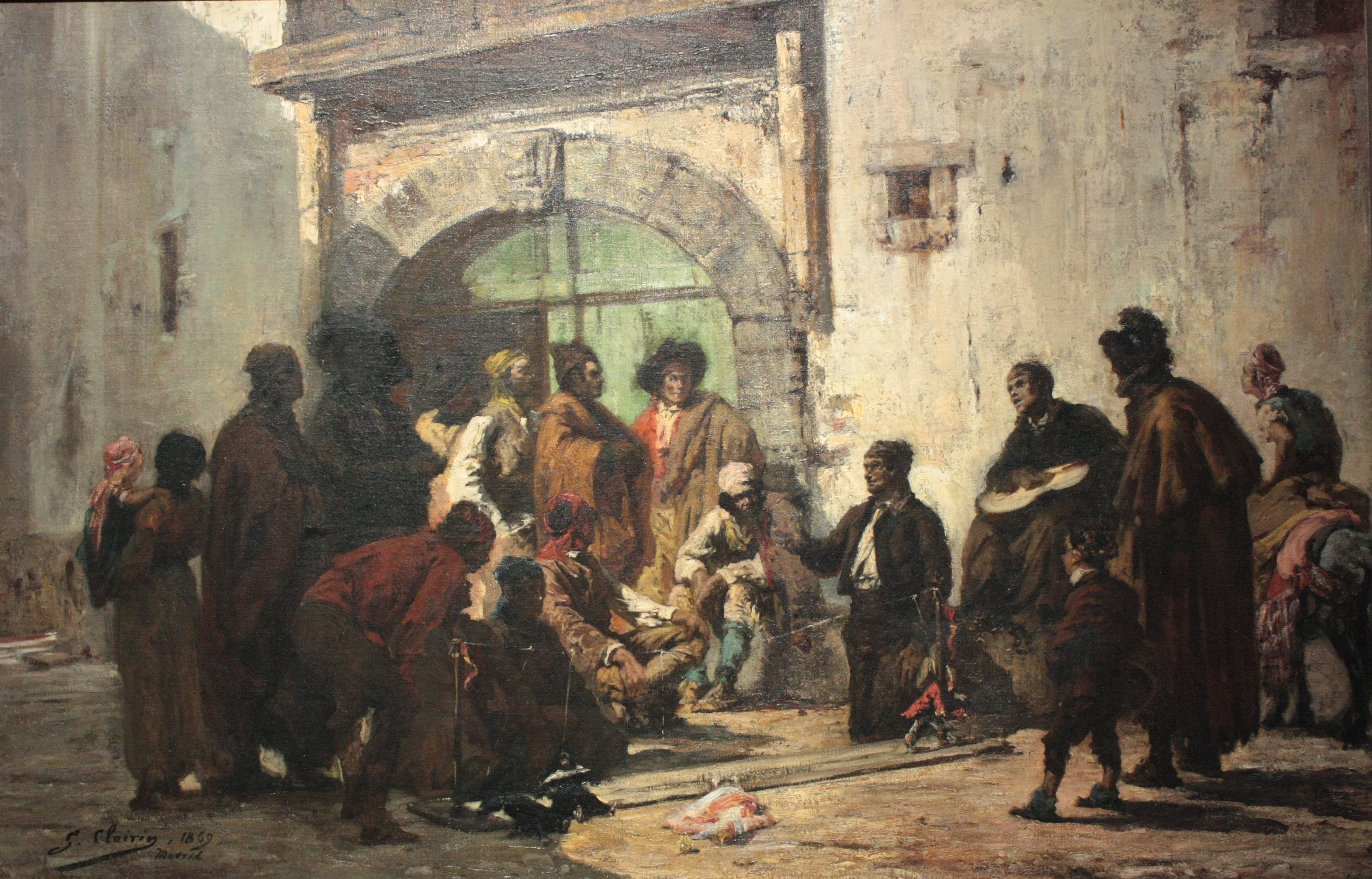
Les Saltimbanques (1869), musée des Beaux-Arts de Pau.
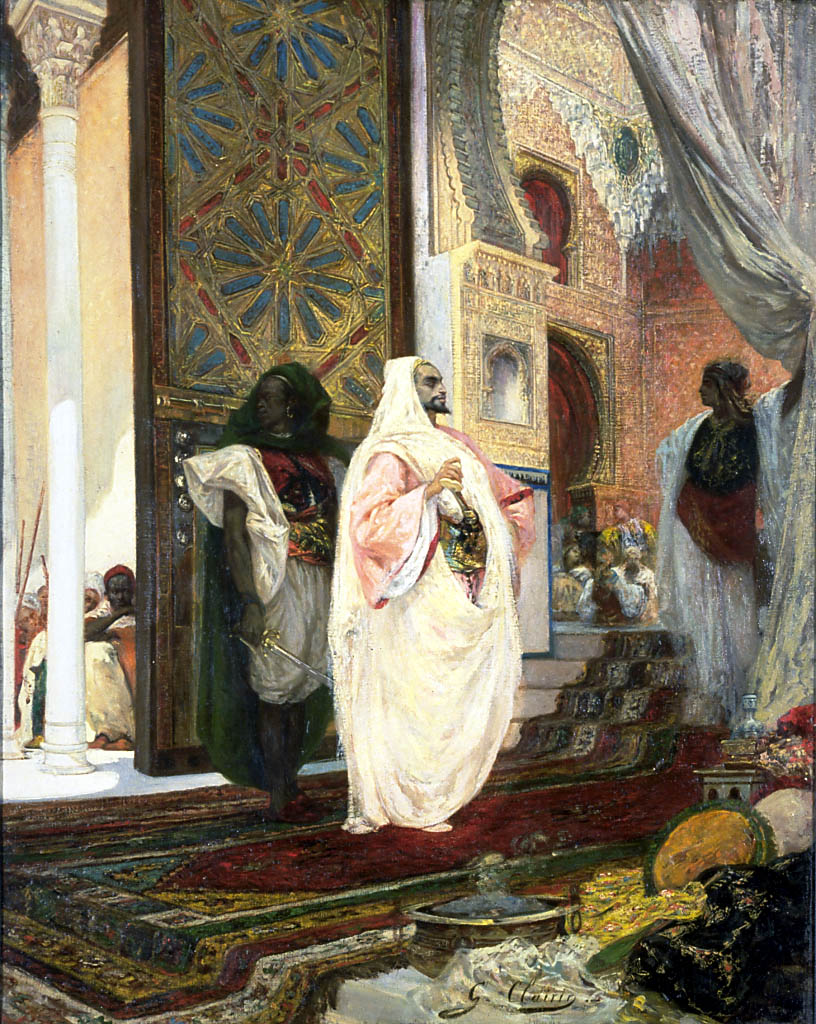
L'Arrivée au harem (vers 1870), Baltimore, Walters Art Museum.
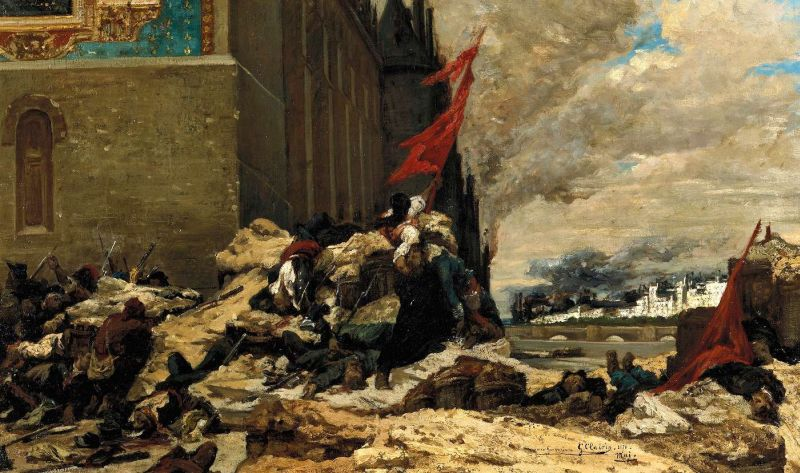
L'Incendie des Tuileries (1871), Paris, musée d'Orsay.
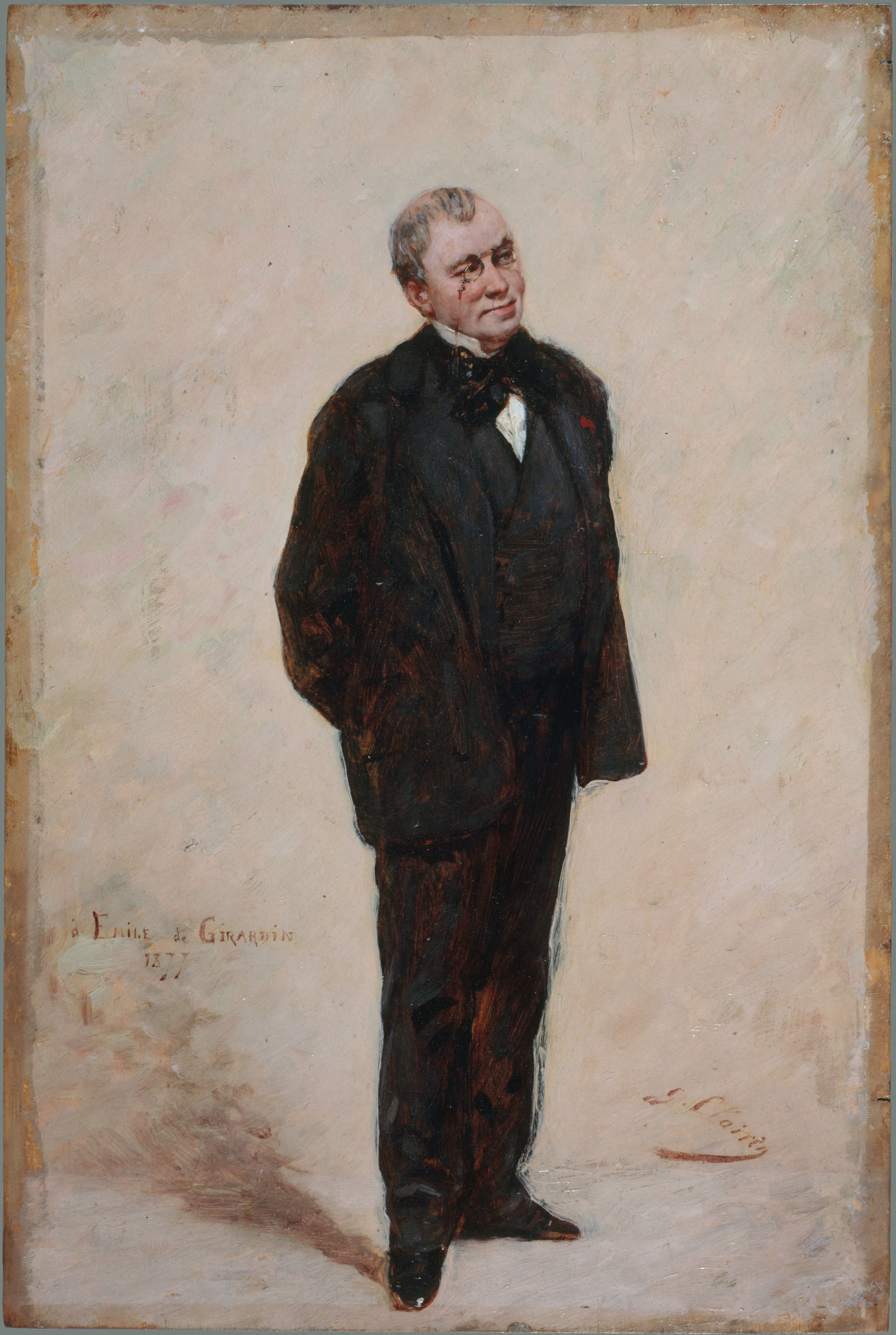
Portrait d'Émile de Girardin (1877), Paris, musée Carnavalet.
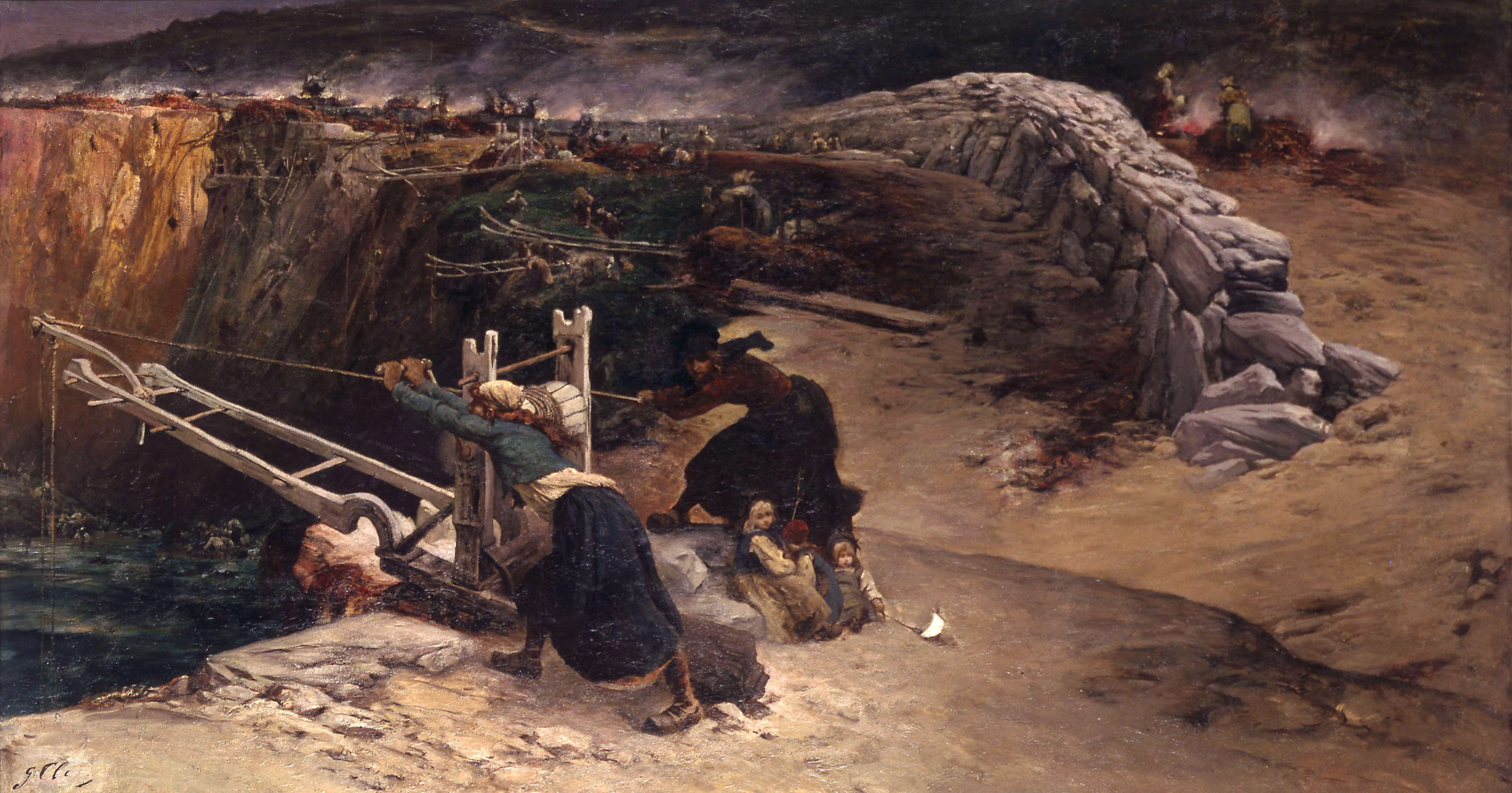
Les Brûleuses de varech à la Pointe du Raz (1882), musée d'Art et d'Histoire de Saint-Brieuc.
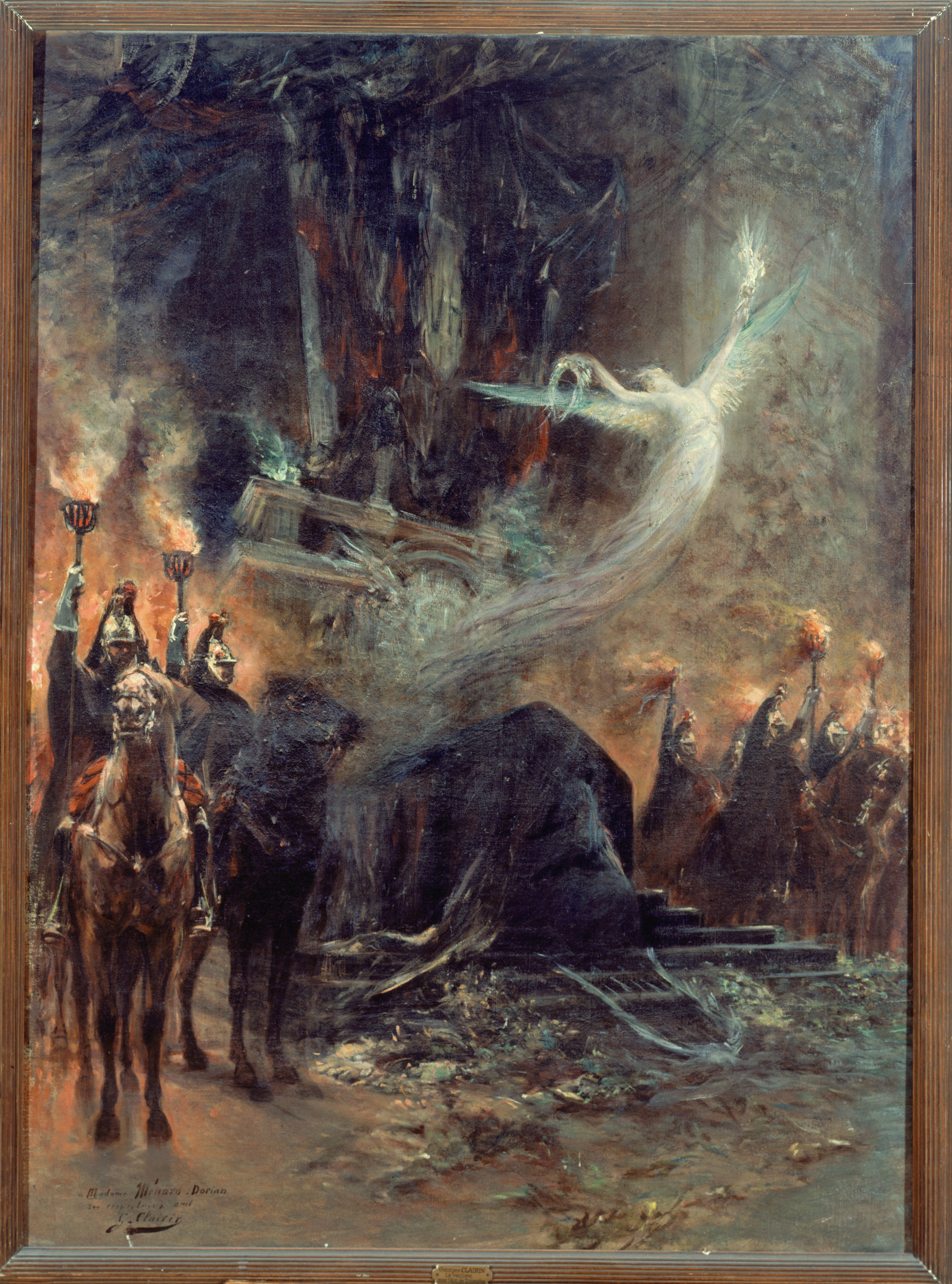
Funérailles de Victor Hugo. La veillée sous l'arc de triomphe (entre 1885 et 1887), Saint-Pierre-Port, Hauteville House.
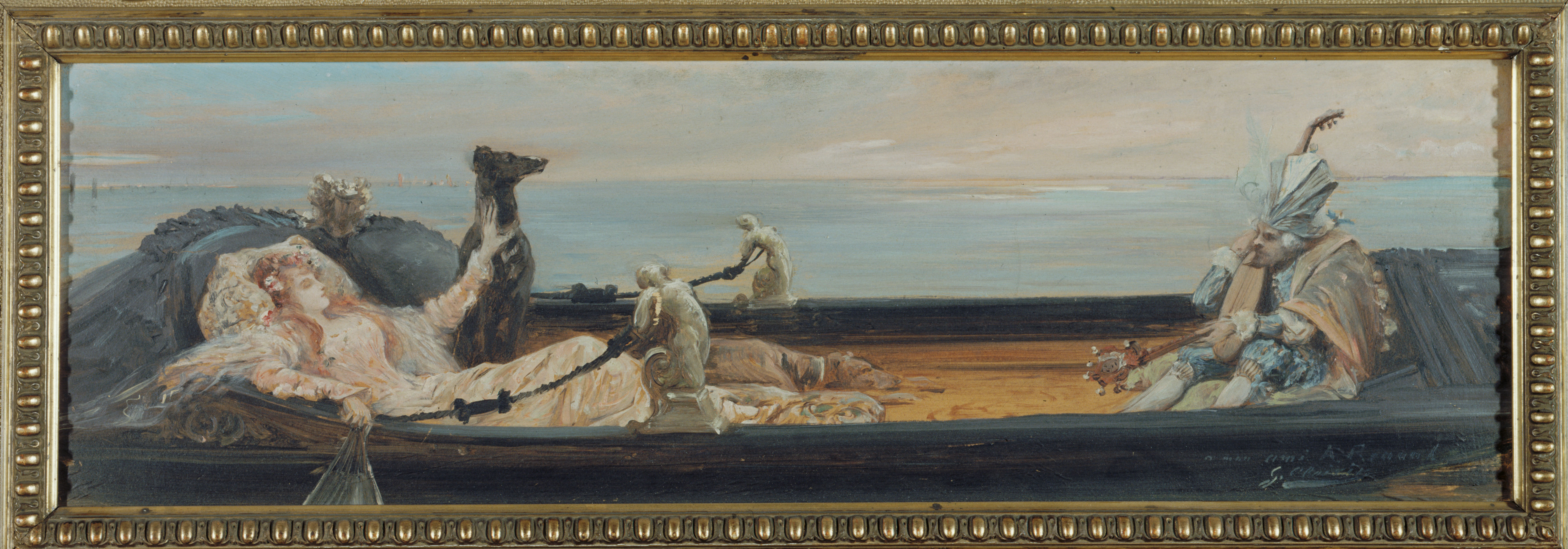
La Gondole (vers 1896), Paris, Petit Palais.
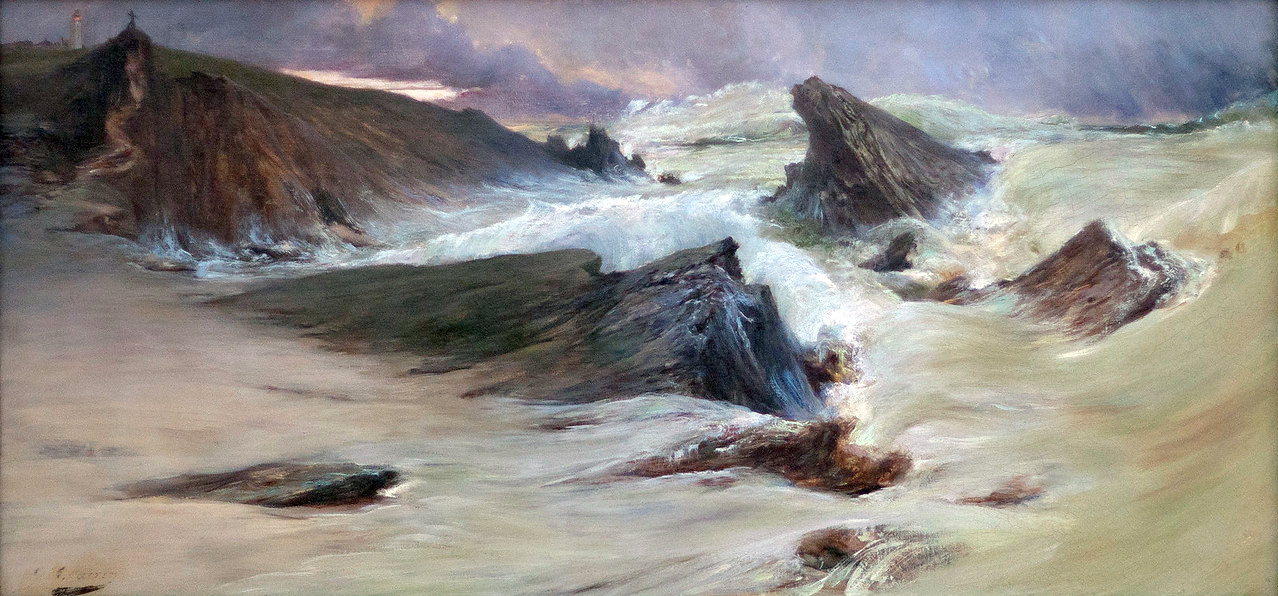
Les Rochers à Belle-Île, temps gris (vers 1900), musée des Beaux-Arts de Brest.
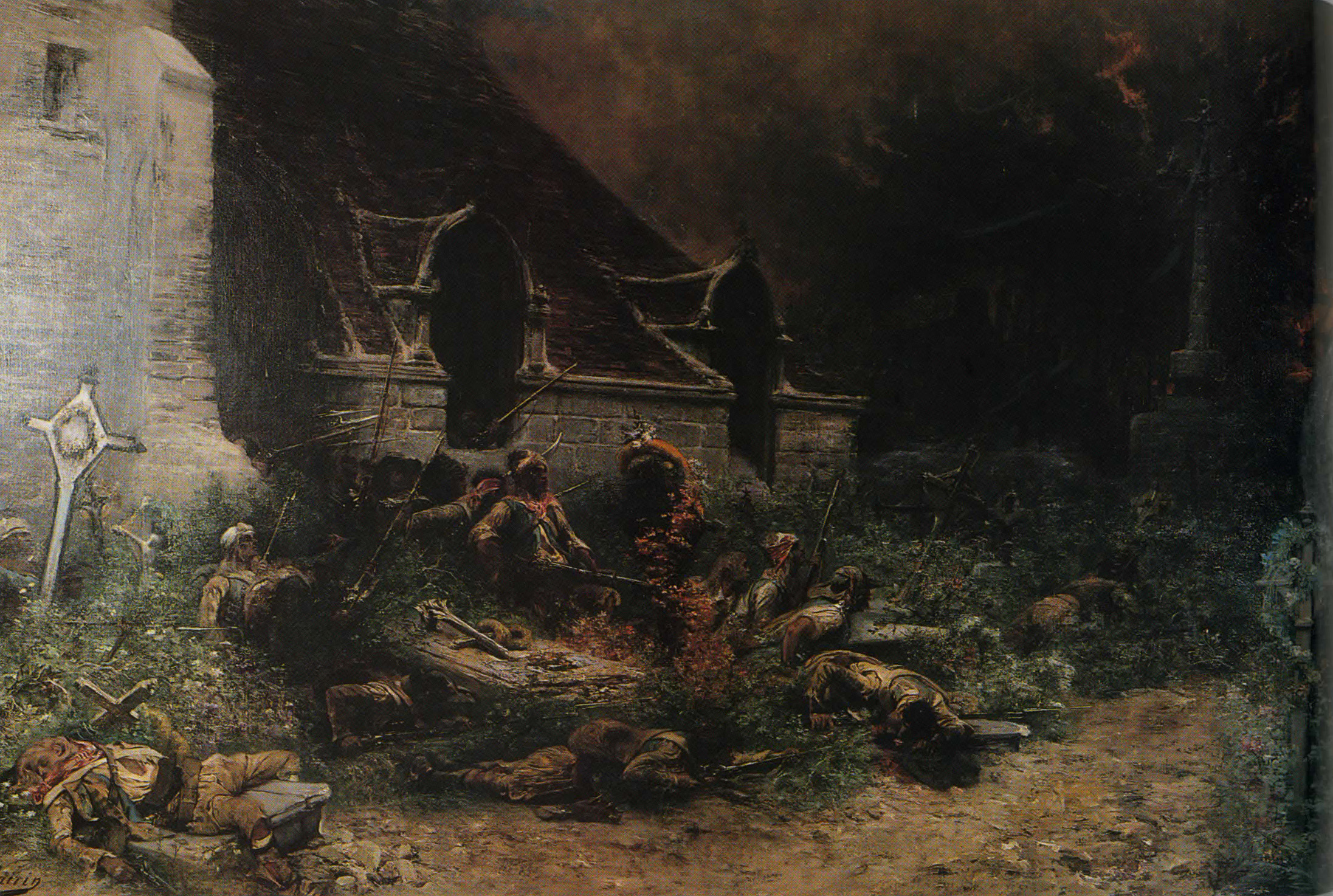
Les Vivants défendent leurs morts (vers 1900), musée d'Art et d'Histoire de Cholet.
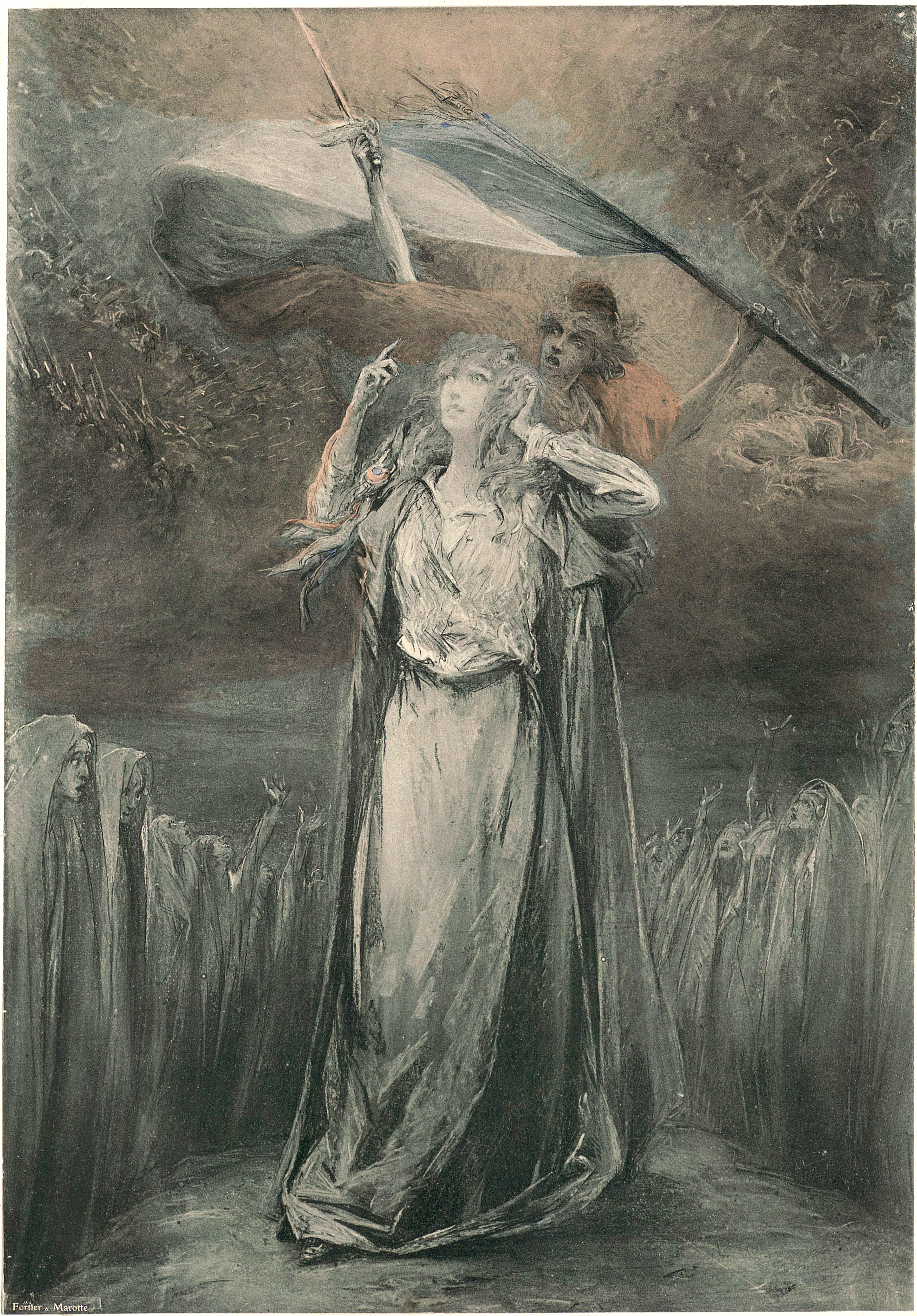
Théroigne de Méricourt (vers 1903), Paris, BnF.
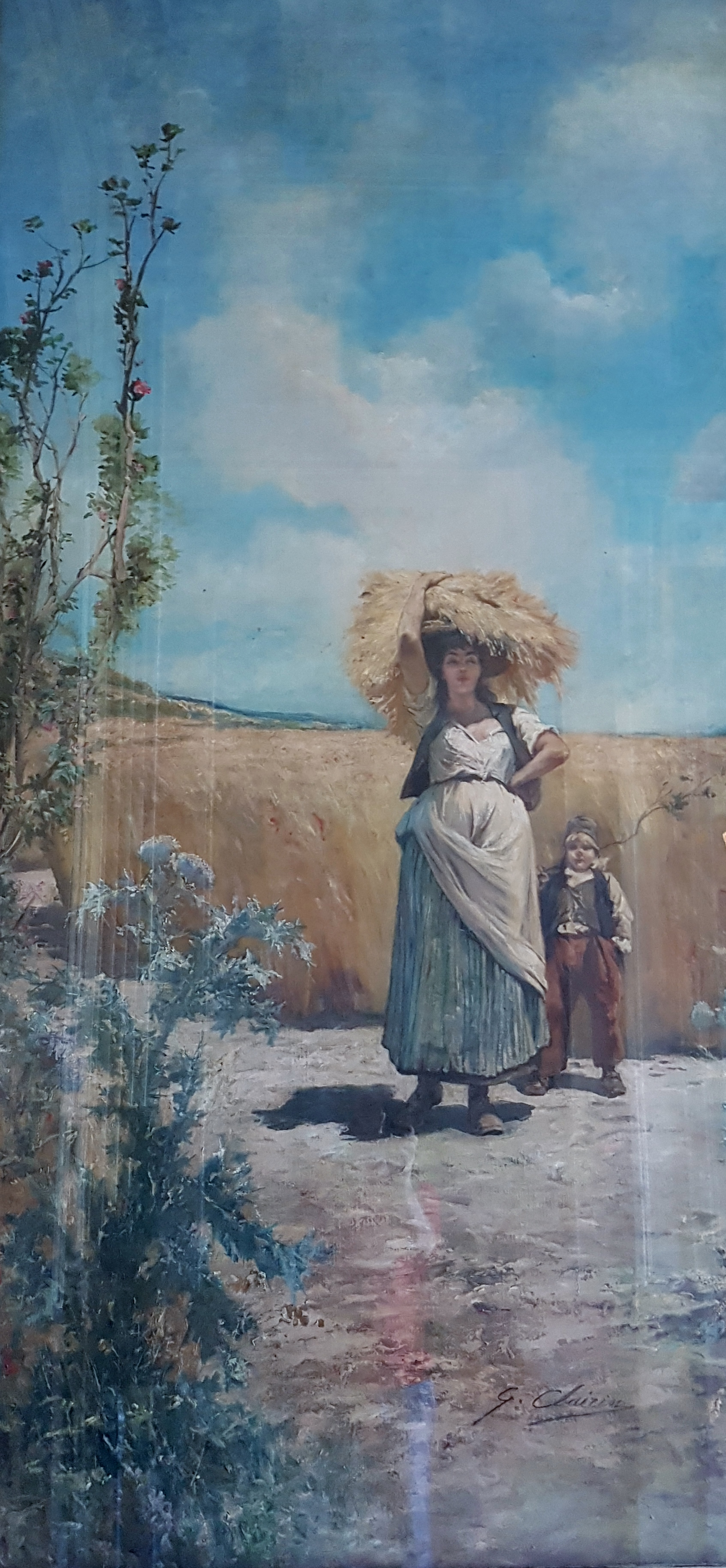
L'Été, Santiago, palais Cousiño.

## Voir aussi

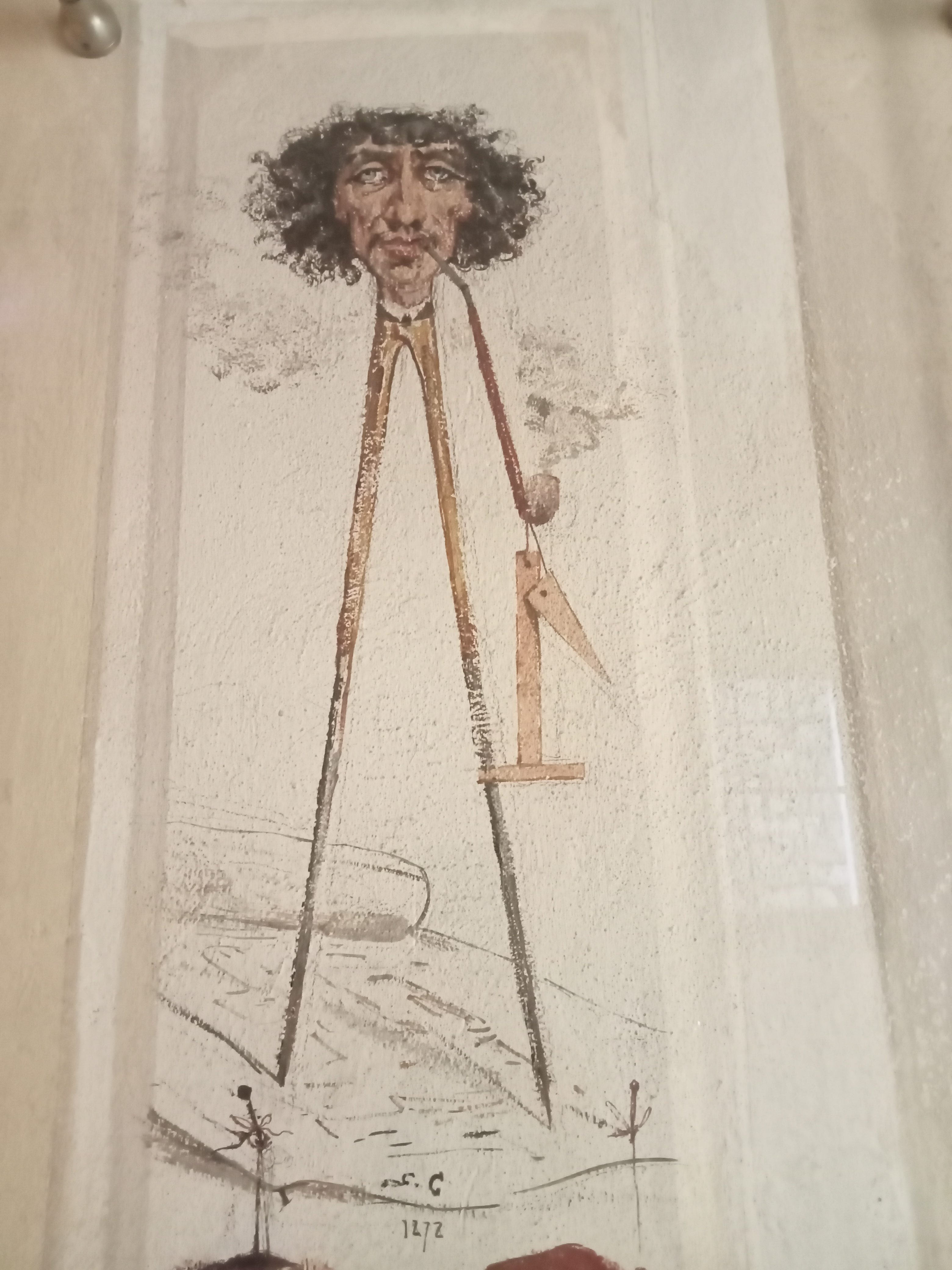
Caricature de Charles Garnier, par Georges Clairin, Villa Garnier à Bordighera.

## Réception critique duPortrait de Sarah Bernhardt(1876)

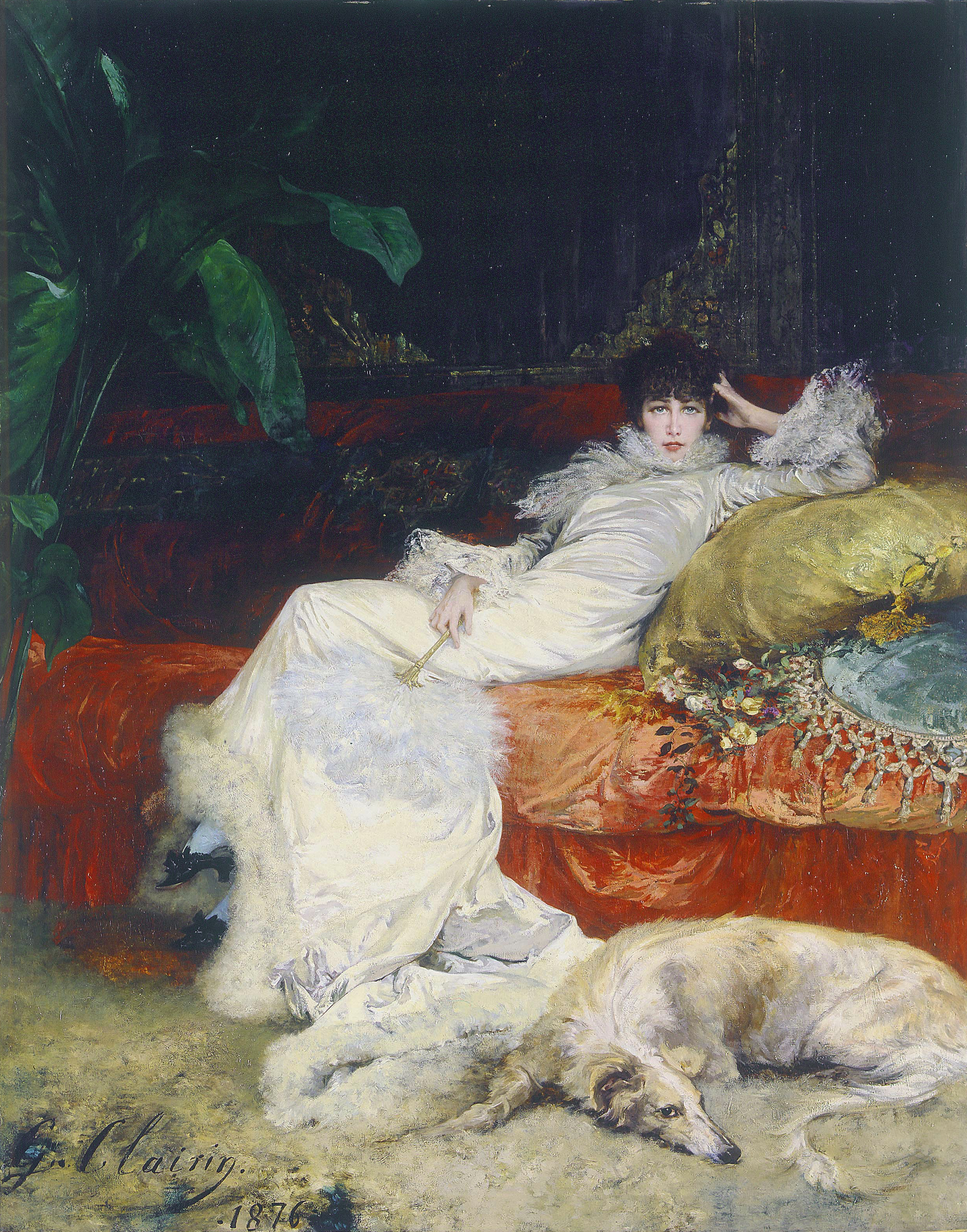
Portrait de Sarah Bernhardt (1876), Paris, Petit Palais.

« Le portrait de Mme Sarah Bernhardt est assurément une des œuvres les plus saillantes du Salon, tant par l'originalité de la composition que par la splendeur du coloris […] M. Clairin nous la représente enveloppée dans un long peignoir de satin blanc à queue traînante, elle est étendue sur un riche divan de satin rosé, et accoudée sur un coussin de même étoffe chamarrée d'or ; à sa droite et dans le fond de cet appartement tout oriental, est une glace de Venise entourée de rideaux de velours violet ; à sa gauche une plante tropicale abaisse ses larges feuilles vertes sur l'actrice et sculpteur en méditation ; à ses pieds, un lévrier jaune de grande race repose sur ses longues pattes et allonge sa tête fière et aristocratique. »

— Théodore Véron, Le Salon de 1876.

« Mlle Sarah Bernhard n'est pas jolie, mais elle a des traits fins et intelligents dont Clairin n'a su faire qu'un minois régulier et vulgairement sensuel tel que le peindrait un Cabanel. »

— Émile Zola, Salon de 1876.